# جقابل
جقابل (بالفارسية: چقابل) مدينة في إيران في مقاطعة رومشكان. يقدر عدد سكانها بـ 4,801 نسمة .